# Medijski zid
Medijski zid je naziv za sustav fortifikacija odnosno obrambeni zid kojeg je početkom 6. stoljeća pr. Kr. podigao babilonski kralj Nabukodonosor II. Fortifikacijski sustav nalazio se sjeverno od grada Babilona na najužoj liniji između rijeka Eufrata i Tigrisa, a izgrađen je od opeke, bitumena i zemlje. Iako je Nabukodonosor bio u čvrstom savezništvu s Medijcima, strahovao je kako bi se oni jednog dana mogli okreuti protiv Babilonije, pa je zato zid dobio naziv Medijski.
Zid je Babiloncima služio oko pola stoljeća, sve dok 539. pr. Kr. nije probijen u perzijskom pohodu predvođenim Kirom Velikim, koji je porazio babilonijsku vojsku u bitci kod Opisa nakon koje je nedugo pao i sam grad Babilon. Izgubivši svoju svrhu zid je ostavljen zubu vremena, no Ksenofont u svojoj Anabazi tvrdi da je još uvijek postojao 401. pr. Kr.

## Poveznice
- Babilonija
- Nabukodonosor II.
- Medijsko Carstvo
- Kir Veliki
- Bitka kod Opisa

## Vanjske poveznice
- Medijski zid (enciklopedija Britannica)
- R. D. Barnett: (Xenophon and the Wall of Media)